# Dipturus teevani
Dipturus teevani е вид хрущялна риба от семейство Морски лисици (Rajidae).

## Разпространение
Видът е разпространен в Бахамски острови, Венецуела, Доминика, Колумбия, Мартиника, Мексико (Табаско), Никарагуа, САЩ (Алабама, Джорджия, Луизиана, Мисисипи, Северна Каролина, Тексас и Южна Каролина), Сейнт Винсент и Гренадини, Сейнт Лусия, Френска Гвиана и Хондурас.